# Richard Seaman

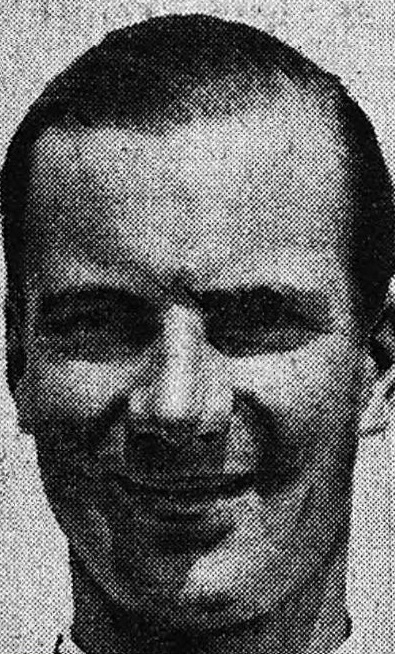
Richard Seaman en 1939.

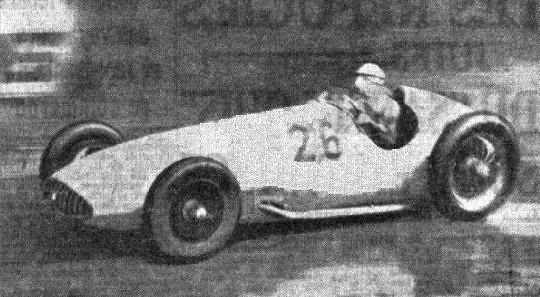
Seaman en el GP de Bélgica de 1939, previo al accidente.

Richard John Beattie "Dick" Seaman (3 de febrero de 1913 en Chichester, Gran Bretaña-25 de junio de 1939 en Spa-Francorchamps, Bélgica) fue un piloto británico de automovilismo. 
Es famoso por conducir para el equipo Mercedes-Benz entre los años 1937 y 1939, ganando el Gran Premio de Alemania.

## Biografía
Luego de ganar algunas competencias como el Gran Premio de Donington, en 1937 firmó con Mercedes-Benz, a pesar de que su madre no quería que corriese en un equipo nazi. Tuvo un sólido comienzo en 1937, pero en 1938 sobresalió mucho, ganando el Gran Premio de Alemania con la presencia de Adolf Hitler y terminando en segundo lugar en el Gran Premio de Suiza (fue cuarto en el Campeonato Europeo de Pilotos ese año). En diciembre se casó con la hija del director de BMW, Erica Popp, otra vez en contra de los deseos de su madre.
Durante el Gran Premio de Bélgica de 1939, con la pista mojada, chocó contra un árbol durante la vuelta 22. Murió unas pocas horas después, con 26 años de edad.

## Resultados

### Campeonato Europeo de Pilotos
(Clave) (negrita indica pole position) (cursiva indica vuelta rápida)
| Año     | Escudería       | 1       | 2       | 3       | 4       | 5     | Pos. | Puntos |
| ------- | --------------- | ------- | ------- | ------- | ------- | ----- | ---- | ------ |
| 1936    | Scuderia Torino | MON     | GER Ret | SUI     | ITA     |       | 28.º | 31     |
| 1937    | Daimler-Benz AG | BEL     | GER Ret | MON DNS | SUI     | ITA 4 | 15.º | 34     |
| 1938    | Daimler-Benz AG | FRA     | GER 1   | SUI 2   | ITA Ret |       | 4.º  | 18     |
| 1939    | Daimler-Benz AG | BEL Ret | FRA     | GER     | SUI     |       | 25.º | 29     |
| Fuente: |                 |         |         |         |         |       |      |        |